# Championnats du monde de tir à l'arc 1955
Navigation
Édition précédente Édition suivante
Les championnats du monde de tir à l'arc 1955 sont une compétition sportive de tir à l'arc organisés du 19 au 22 juillet 1955 à Helsinki, en Finlande. Il s'agit de la dix-septième édition des championnats du monde de tir à l'arc.

## Médaillés

### Classique
| Épreuve            | Or                         | Argent             | Bronze                 |
| ------------------ | -------------------------- | ------------------ | ---------------------- |
| Individuel hommes  | Nils Andersson (SWE)       | Robert Rhode (USA) | Bertil Olsson (SWE)    |
| Individuel femmes  | Katarzyna Wisniowska (POL) | Joyce Warner (GBR) | Impi Hartikainen (FIN) |
| Par équipes hommes | Suède                      | Finlande           | Belgique               |
| Par équipes femmes | Grande-Bretagne            | Finlande           | Pologne                |